# Teresa Lago
Maria Teresa Vaz Torrão Lago (Lisboa, 18 de Janeiro de 1947) é astrónoma portuguesa, professora catedrática aposentada do Departamento de Física e Astronomia da Faculdade de Ciências da Universidade do Porto (FCUP), fundadora e primeira diretora do Centro de Astrofísica da Universidade do Porto (CAUP).

## Percurso
Viveu em Angola de 1948 a 1965, ano em que foi estudar para a Universidade do Porto.
Tirou o bacharelato em Matemática e licenciou-se em Engenharia Geográfica (1971) na Universidade do Porto, e nesse ano ingressou na carreira docente como assistente. Em 1974 partiu para Inglaterra com uma bolsa de estudo (INIC) para se especializar em Astronomia. Fez o mestrado em Astronomia (1975) e o doutoramento em Astronomia na Universidade de Sussex (1979).
Regressou à Universidade do Porto como Professora Auxiliar da Faculdade de Ciências (1979). Entre 1980 e 1982 foi (em acumulação) Professora Convidada de Astronomia da Universidade de Coimbra. Concorreu a Professora Associada em 1985, na Universidade do Porto, e fez a Agregação em 1988, também na Universidade do Porto. Passou a Professora Catedrática em 1989.
Foi convidada para dirigir os destinos da Porto 2001 - Capital Europeia da Cultura em Dezembro de 1999, sucedendo a Artur Santos Silva. Desempenhou esse cargo até Julho de 2002, quando a Sociedade Porto 2001 se extinguiu.
Em 2002 foi eleita para o Parlamento, como deputada independente nas listas do PS mas, por razões pessoais, decidiu renunciar ao mandato. Foi deputada da Assembleia Municipal do Porto e da Assembleia Metropolitana do Porto, eleita como independente na lista do PS (2009–2013).
Foi uma das 22 personalidades europeias escolhidas em 2005 para membro fundador do conselho científico do Conselho Europeu de Investigação (European Research Council), e coordenou o "ERC Gender Balance Working Group" (2009-2013). Terminou em Fevereiro de 2013 o seu mandato no ERC.
Foi responsável pela criação, na Universidade do Porto, de:
- Licenciatura em Física/Matemática Aplicada (Astronomia) (1983-2007),[5]
- European Interuniversity Masters Degree (1994-1998), envolvendo seis universidades europeias,
- Programa Doutoral em Astronomia (2003-2010).[6]

Foi membro coordenador da "European Astrophysical Doctoral Network" a rede europeia de doutoramento em Astronomia apoiada pela União Europeia e que envolveu 33 universidades em dezasseis países europeus (1986-1997).
Elaborou a proposta de criação do Planetário do Porto - Centro Ciência Viva/CAUP (1996), uma parceria entre a Universidade do Porto, a Câmara Municipal do Porto e o antigo Ministério da Ciência e Tecnologia.
Preparou a "Proposta de Programa para o Desenvolvimento da Astronomia/Astrofísica em Portugal", Jornadas Nacionais de Investigação Científica e Tecnológica, a pedido da JNICT (1987).
Fundou o Centro de Astrofísica da Universidade do Porto (CAUP) (1989) de que foi Diretora durante 18 anos.
Coordenou o Conselho Científico Nacional das "Ciências da Terra e do Espaço" (FCT) (2004-05).
É "Associate" da Royal Astronomical Society (1990) e membro da Academia Europeia (1992).
Integra/integrou como membro/coordenador, diversos "Advisory Boards" internacionais, nomeadamente
- "Governing Board of School of Cosmic Physics", Dublin Institute of Advanced Science (1995–1999)
- Conselho da "European Astronomical Society" (1996-1999)
- Comissão Europeia (DGXII) (1996 – 1999)
- "Space Science Advisory Committee" (ESA)(2000-2003)
- "Space Science and Astronomy", Academia de Ciências (Filândia) (2003)
- Membro do Conselho Científico fundador do "European Research Council" (ERC) (2005-2013)
- Coordenadora do "ERC Gender Balance Working Group" (2009-2013)
- Criação da nova Aalto University, Helsinquia (2009)
- School of Physical Sciences, Dublin City University (2010-2012)
- Coordenador de um painel de avaliação da A3ES (Agência de Avaliação e Acreditarão do Ensino Superior) (2010-2014)
- "Institute Universitaire de France" (2011-2014)
- "Initiatives d’Excellence", Agence National de la Recherche (França) (2011-)
- Alexander von Humboldt Foundation (Alemanha) (2011-2014)
- Steering Committee ESOF 2018, Toulouse, (2016-2018)

Preparou a proposta de associação de Portugal ao Observatório Europeu do Sul (ESO)  em 1989, e foi até Setembro de 2013 membro do respetivo Conselho.
Na XXIX Assembleia Geral da União Astronómica Internacional (IAU), que teve lugar em Honolulu em Agosto de 2015, foi eleita Assistant General Secretary (2015-2018) a que se segui o mandato como General Secretary no triénio 2018-2021. Em 2019 a IAU comemorou 100 anos de existência.

## Prémios e Reconhecimento
Recebeu o prémio "Henri Chrétien", American Astronomical Society (1985).
Agraciada com a Medalha de Mérito do Ministério da Ciência, Tecnologia e Ensino Superior (MCTES), 4 de Julho de 2016.
Grande Prémio Ciência Viva Montepio 2018.